# Almtaler Haus
Das Almtaler Haus ist eine Schutzhütte der Sektion Wels des ÖAVs, in Österreich. Das Haus liegt in der Hetzau, einem Seitental des Almtals, auf 714 m ü. A. und rund 500 m südlich des Kleinen Ödsees.

## Geschichte
Die Hütte wurde 1872 als Jagdhütte erbaut und durch die Sektion Wels ab 5. Jänner 1921 von der Baron Herring’schen Forstverwaltung gepachtet und adaptiert. Im Jahre 1948 wurde das Almtaler Haus vom Österreichischen Alpenverein, Sektion Wels erworben und befindet sich seither in dessen Besitz. In weiterer Folge gab es Erneuerungs- und Erweiterungsarbeiten, die im Jahr 1979 abgeschlossen werden konnten.

## Zustiege
Von Grünau im Almtal ist die Hütte in etwa zwei Stunden erreichbar. Das Haus ist auch per Fahrrad oder (außerhalb der Jagdsaison) mit dem Auto erreichbar. Es liegt weiters am Voralpenweg sowie am Salzburger Mariazellerweg, zwei Österreichischen Weitwanderwegen.

## Übergänge
- Welser Hütte, ca. 3 Stunden

## Touren
- Welser Höhenweg: Alpine Überschreitung über die Welser Hütte, Pühringerhütte, das Albert-Appel-Haus, Ischler Hütte nach Bad Ischl. Wegzeit: 5 Tage[2]
- Steyrling via Herrentisch, ca. 3 Stunden
- Ödseenrunde, Kleiner und Großer Ödsee, ca. 1½ Stunden

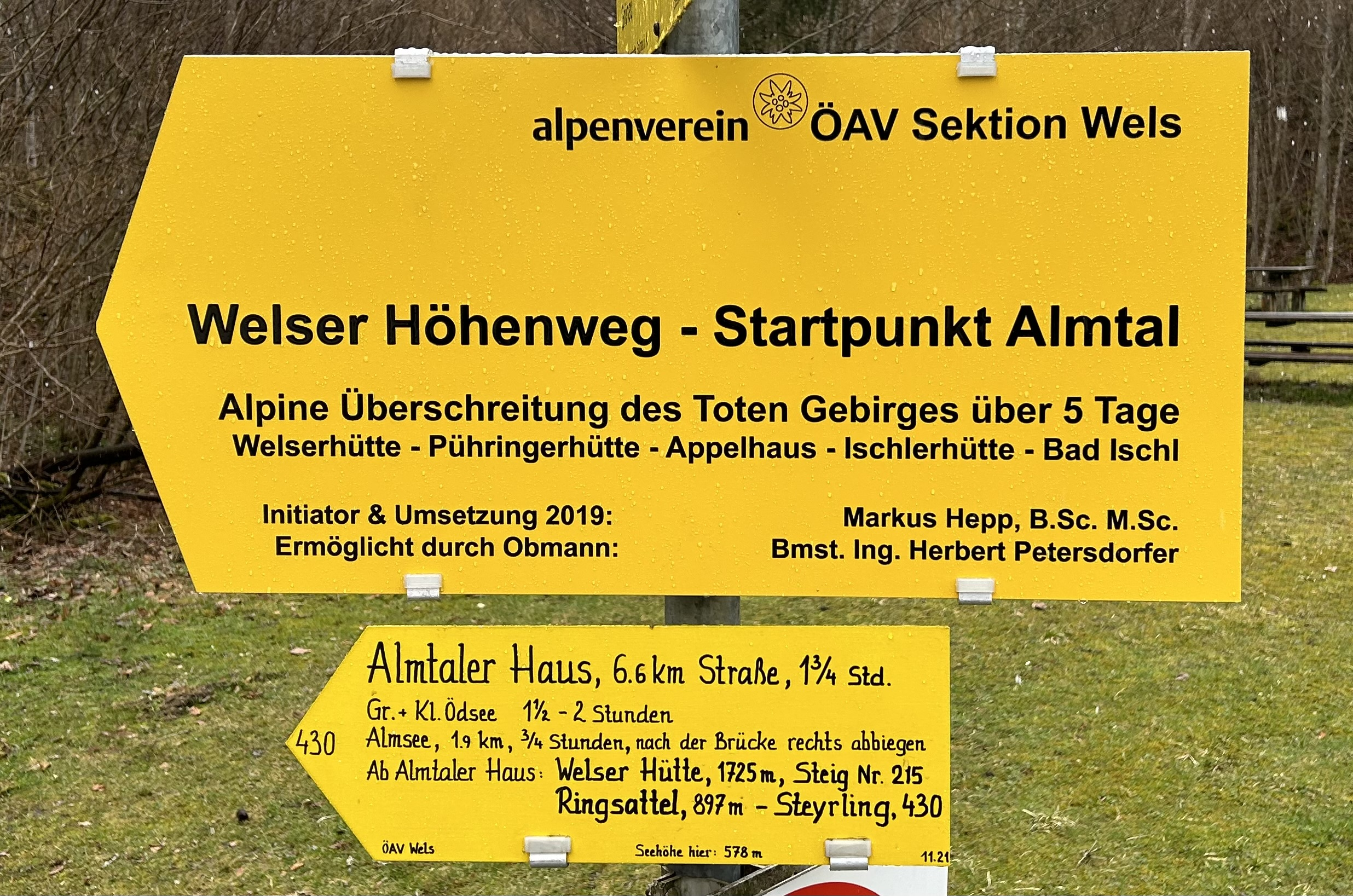
Wegweiser am Startpunkt Almtal